# Chunghwa Post
Chunghwa Post (chiń. 中華郵政), pełna nazwa Chunghwa Post Co., Ltd. (chiń. 中華郵政股份有限公司) – operator pocztowy oferujący usługi pocztowe w Republice Chińskiej, z siedzibą w Tajpej.